# Jakob Lundberg (konstnär)
Jakob Lundberg, född omkring 1792, död 1893 i Rom, var en svensk skulptör.  
Lundberg studerade för Johan Niclas Byström vid Konstakademien i Stockholm. Han medverkade i Konstakademiens utställningar under 1840-talet och 1850-talet. Han bosatte sig 1848 i Rom där han var verksam under namnet Giacomo Lundberg. Bland hans offentliga arbeten i Sverige märks en Kristusbyst i Stockholms storkyrka. Lundberg är representerad vid Nationalmuseum med gipsreliefen Rebecka samt en mindre flickstatyett.